# 芦沢和則
芦沢 和則（あしざわ かずのり）は、日本の男性歌手、シンガーソングライター、作詞家、作曲家、編曲家。本名同じ。
1988年、バンドJAG-TOY（ジャグ・トーイ）のボーカルとしてデビュー。その後はソロ活動やユニットでの活動と平行して、楽曲提供も積極的に行っている。

## 経歴

### バンドデビュー
芦沢がボーカルとソングライターを務めるバンド、JAG-TOYは、1987年開催のサンチェーン主催のコンテスト「第2回サンチェーン・ミュージック・バトルロイヤル」でグランプリを獲得した。その受賞曲「眠らないで 〜WEEKEND SHAKIN'〜」（サンチェーンCMソング）で1988年1月21日、ポニーキャニオン/F-LABELからシングル・デビュー。
その後も同年5月21日にセカンド・シングル「抱きしめても君は～SUMMER TIME JUNCTION～」、6月21日にファースト・アルバム『SUMMER TIME JUNCTION』をリリース。9月21日には東宝配給アニメーション映画「陽あたり良好!」オープニングテーマ「やさしくなんかできない」とエンディングテーマ「Remember Remember」を収録したシングルを発売。翌1989年1月21日にはニッポン放送「三宅裕司のヤングパラダイス」テーマ曲「DOWN TOWN PARADISE」を発売。その後1989年11月21日発売、フジテレビ系アニメ「たいむとらぶるトンデケマン!」オープニングテーマ「夢見ればタイムマシン」とエンディングテーマ「友達に戻れない」収録シングルと、1990年7月21日「渚のボードウォーク」（UNDER THE BOARDWALK「SURF’90」&ビデオ「アンダー・ザ・ボードウォーク」イメージ・ソング）のリリースを最後に解散。
JAG-TOYは僅か2年半の活動期間でシングル6枚とアルバム1枚を残したが、2022年現在でCDは全て廃盤になっており入手困難である。シングル曲の大半は大きなタイアップがついたものがあるが、オリコンチャートに登場することは少なくセールスに恵まれることがなかった。
シングル
- 「眠らないで 〜WEEKEND SHAKIN'〜」
- 「抱きしめても君は～SUMMER TIME JUNCTION～」
- 「やさしくなんかできない」
- 「DOWN TOWN PARADISE」
- 「夢見ればタイムマシン」
- 「友達に戻れない」
- 「渚のボードウォーク」

アルバム
- 『SUMMER TIME JUNCTION』

### ソロ転向
1994年、トーラスレコードからシングル「どうして…」でソロ・デビュー。翌1995年ファースト・アルバム『フレグランス』をリリース。1996年までにシングル3枚とアルバム1枚を残した。
また、同じトーラスレコードの同時期の歌手仲間として井上昌己に「魚座たちの渚」等の作曲を提供。井上も芦沢の「聖夜があるかぎり」のレコーディングに参加したり、1995年井上のフェアウェイライブで芦沢がゲストボーカルとしてデュエットも披露している。芦沢のゲストボーカルは井上のファンにも好評で、その後もたびたび井上のライブにゲスト出演しており、直近では2016年井上のデビューライブにもゲスト出演している。

### ユニット結成
2000年よりギタリスト・川瀬智とネオハワイアンユニット、ONA-ONAを結成。芦沢はヴォーカルとギターを担当。フラダンス・ユーザーからの要望による、踊るためのハワイアン・ミュージックとして、2002年にパイオニアLDCより「Hula Cafe Vol.1」を発売。同日にコンピレーション・アルバム「Hula Cafe Vol.2」発売。翌2003年からはMADOKA.をフィーチャリング・ボーカルに迎え、竹内まりやのTBS系列ドラマ主題歌をハワイアン・アレンジでカバーした『Mariya T.ALOHA island sound cologne』をリリース。その後、2005年まで関連アルバム計6枚を立て続けに発表した。

### 近況
芦沢が当初より上記の自身の活動と平行して取り組んできた、アーティスト、アニメ、声優、ゲーム音楽等への楽曲提供（詳細後述）を中心としたスタイルに移行。併せて作詞・作曲・編曲からボーカル・ディレクションまでトータルで作り上げることが出来、さらに、スタジオ・ワーク、ライブ・サポート、アーティストやタレントへのヴォーカル・レッスンも数多く手がけている。

## 楽曲提供

### アニメ・ゲーム関連
- TBSテレビ「アマガミ」
- TBSテレビ「けいおん!」
- テレビ東京「魔法のステージファンシーララ」
- テレビ東京「ふしぎ遊戯」
- OVA「ガルフォース」
- ゲーム「魔都紅色幽撃隊」エンディングテーマ
- ゲーム「戦場のカタストロフィ」オープニングテーマ
- ゲーム「グローランサーIV」「グローランサーV」

### 声優
- 影山ヒロノブ
- 櫻井孝宏
- 高橋直純
- 保志総一朗
- かかずゆみ
- 釘宮理恵
- 日笠陽子

### アーティスト
- #siNRa
- 井上昌己
- 飯田圭織
- 森口博子
- LAULA
- 川田利明（入場曲）
- キューティー鈴木（入場曲）
- デビル雅美（入場曲）

### CMソング、テレビ・ラジオテーマ曲
- JR東日本CM曲
- NTTコミュニケーションズCM曲
- フジテレビ「ポンキッキーズ」挿入曲
- エフエム東京「ANNAのHAPPY-GO-LUCKY」テーマ曲 他